# Tjarents litteratur- och konstmuseum

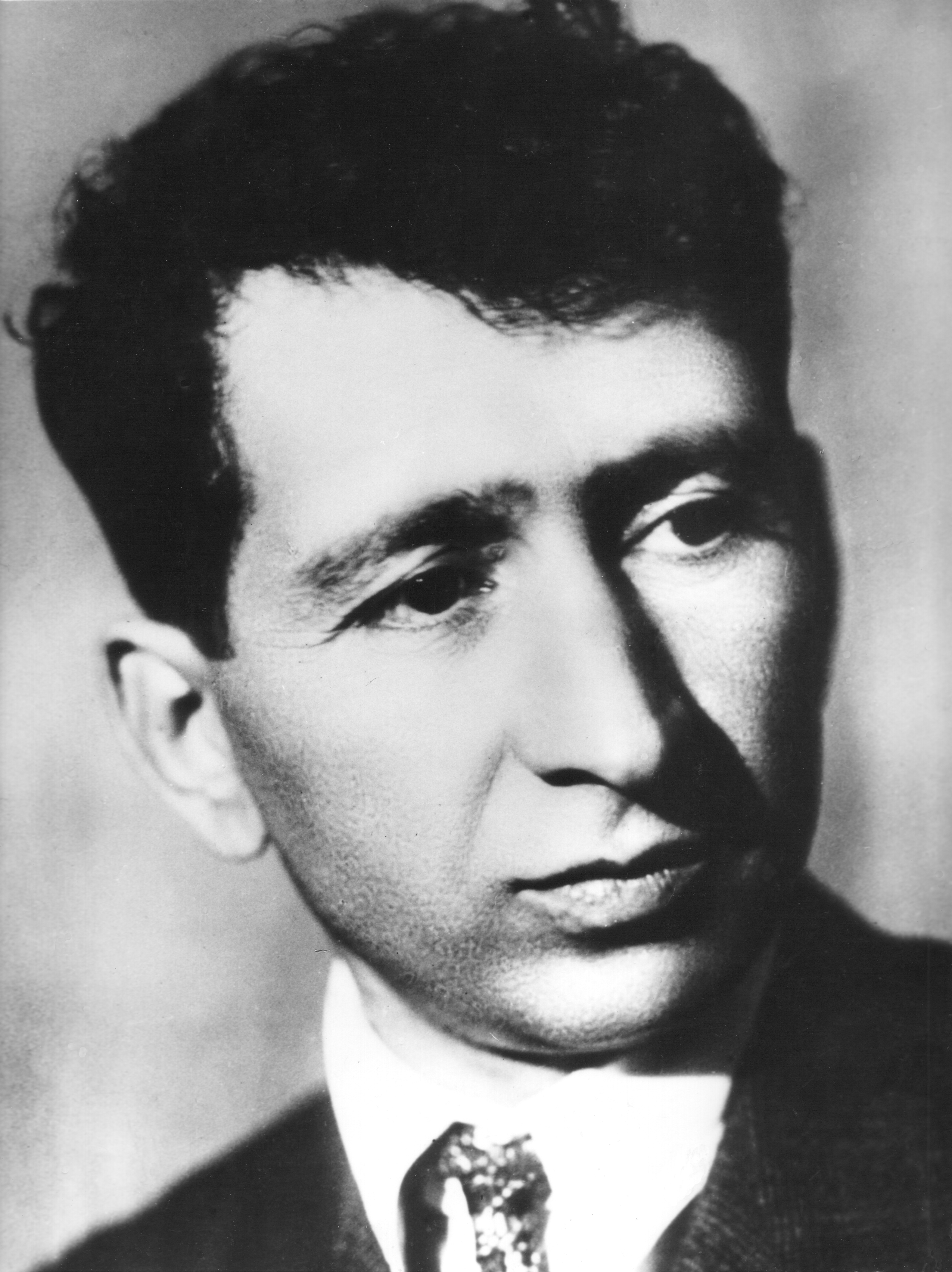
Jeghisje Tjarents.

Tjarents litteratur- och konstmuseum (armeniska: Չարենցի անվան գրականության և արվեստի թանգարան (Tjarentsi anvan grakanutian jev arvesti tangaran; Tjarents museum för litteratur och konst)) i Armeniens huvudstad Jerevan har landets mest omfattande kollektion av armeniska manuskript och böcker från de senaste 300 åren. Efter att museet från början 1954 var tänkt att tjäna som den armeniska socialistiska sovjetrepublikens museum, har det utvecklats till ett ansett forskningscenter, där arkiven efter omkring sex hundra armeniska författare, dramatiker och musiker förvaras idag.
I museets samlingar ingår också många fotografier, affischer, utkast, kläder, teaterartiklar, personliga tillhörigheter och musikinstrument.

## Historik
Museet började sin verksamhet 1922 som den historiografiska avdelningen av Statens kulturhistoriska museum i Jerevan under ledning av filologen och historikern Jervand Sjahaziz (1856–1951). Den historiografiska avdelningen separerades från Statens kulturhistoriska museum den 16 maj 1935 och blev ett självständigt museum, med filologen, m m, Choren Sargsian (1891–1970) som den förste museidirektören. Museet fick sitt nuvarande namn 1967 i åminne av den armeniske poeten Jeghisje Tjarents.

## Museet för Mellanösternkonst
I museets lokaler finns också Museet för Mellanösternkonst, som donerats till staten i början av 1990-talet av målaren Marcos Grigorian (1927–2007).